# Bifidobacterium
Die Bifidobakterien, identisch mit der Bakteriengattung Bifidobacterium (von Latein bifidus, „gespalten, gabelförmig“) sind überwiegend anaerobe, also ohne Sauerstoff wachsende, Bakterien. Sie sind nicht aktiv beweglich und bilden keine Sporen. Sie sind häufig keulenförmig („coryneform“), ihre Mitglieder besitzen Ähnlichkeit mit Corynebakterien. Sie bilden auf Agargel-Nährböden glatte Mikrokolonien ohne Filamente. Der Gram-Test verläuft positiv.
Zur normalen Bakteriengesellschaft, der Normalflora von Magen-Darm-Trakt, Appendix vermiformis (Wurmfortsatz) und Vagina gehören  u. a. B. bifidum, B. adolescentis, B. breve, B. longum und B. infantis. Sie sind nicht pathogen, d. h., sie sind für den Menschen unbedenklich.

## Stoffwechsel
Bifidobakterien besitzen keine Aldolase und bauen Zucker über einen eigenen komplizierten Energiestoffwechselweg als spezielle Form der heterofermentativen Milchsäuregärung (Bifidobacterium-Gärung) ab. Der Weg führt über Phosphorsäureester von Hexosen, Erythrose, Glycerinaldehyd und Pentosen, wobei an zwei Stellen Acetylphosphat abgespalten wird und daneben Glycerinaldehyd-3-phosphat gebildet wird. Dieses wird über den Embden-Meyerhof-Weg zu Milchsäure abgebaut. Der Phosphatrest des Acetylphosphat wird auf Adenosindiphosphat (ADP) unter Bildung von Adenosintriphosphat (ATP) übertragen. Die Zucker werden so zu Essigsäure und Milchsäure im Verhältnis 3:2 abgebaut. Dieser Stoffwechselweg ergibt eine um 25 % höhere ATP-Ausbeute (2,5 Mol je Mol Glucose) als die homofermentative Milchsäuregärung (2 Mol je Mol Glucose).
{\displaystyle \mathrm {2\ Glucose+5\ ADP+5\ P_{i}\longrightarrow 2\ Lactat+3\ Acetat+5\ ATP} }

## Lebensmittel
Bifidobakterien werden zum Teil zur Herstellung von Milchprodukten durch Fermentierung verwendet für gewisse Käse-Sorten und für Bifidus-Joghurt und Bifidusmilch, eine Form von Dickmilch.

## Medizinische Anwendungen
Bifidobakterien werden im Bereich medizinischer Anwendungen als Probiotika genutzt. B. lactis M8 wird zusammen mit Lactobacillus rhamnosus M9 eine blutdrucksenkende Wirkung zugeschrieben.

## Systematik
Bifidobacterium zählt zur Familie Bifidobacteriaceae.  
Eine Auswahl der Arten:
- Bifidobacterium adolescentis Reuter 1963 syn. Bifidobacterium stercoris Kim et al. 2010
- Bifidobacterium animalis (Mitsuoka 1969) Scardovi & Trovatelli 1974
  - Bifidobacterium animalis subsp. animalis (Mitsuoka 1969) Masco et al. 2004
  - Bifidobacterium animalis subsp. lactis, früher: Bifidobacterium lactis (Meile et al. 1997) Masco et al. 2004
- Bifidobacterium bifidum (Tissier 1900) Orla-Jensen 1924 (Typusart)
- Bifidobacterium breve Reuter 1963
- Bifidobacterium longum Reuter 1963
  - Bifidobacterium longum subsp. longum (Reuter 1963) Mattarelli et al. 2008
  - Bifidobacterium longum subsp. infantis (Reuter 1963) Mattarelli et al. 2008, früher Bifidobacterium infantis Reuter 1963